# Вайлдер (Кентуккі)
Вайлдер (англ. Wilder) — місто (англ. city) в США, в окрузі Кемпбелл штату Кентуккі. Населення — 3176 осіб (2020).

## Географія
Вайлдер розташований за координатами 39°2′29″ пн. ш. 84°28′54″ зх. д. / 39.04139° пн. ш. 84.48167° зх. д. (39.041428, -84.481558).  За даними Бюро перепису населення США в 2010 році місто мало площу 9,85 км², з яких 9,51 км² — суходіл та 0,33 км² — водойми.

## Демографія
Згідно з переписом 2010 року, у місті мешкало 3035 осіб у 1372 домогосподарствах у складі 769 родин. Густота населення становила 308 осіб/км².  Було 1452 помешкання (147/км²).
Расовий склад населення:
| - 94,5 % — білих - 2,1 % — чорних або афроамериканців - 1,5 % — азіатів - 0,1 % — вихідців з тихоокеанських островів - 0,1 % — корінних американців |

До двох чи більше рас належало 1,3 %. Частка іспаномовних становила 1,3 % від усіх жителів.
За віковим діапазоном населення розподілялося таким чином: 20,4 % — особи молодші 18 років, 66,0 % — особи у віці 18—64 років, 13,6 % — особи у віці 65 років та старші. Медіана віку мешканця становила 37,5 року. На 100 осіб жіночої статі у місті припадало 85,4 чоловіків;  на 100 жінок у віці від 18 років та старших — 82,7 чоловіків також старших 18 років.
Середній дохід на одне домашнє господарство  становив 75 555 доларів США (медіана — 57 334), а середній дохід на одну сім'ю — 107 124 долари (медіана — 83 472). Медіана доходів становила 56 746 доларів для чоловіків та 43 429 доларів для жінок. За межею бідності перебувало 16,9 % осіб, у тому числі 20,3 % дітей у віці до 18 років та 27,9 % осіб у віці 65 років та старших.
Цивільне працевлаштоване населення становило 1871 осіб. Основні галузі зайнятості: освіта, охорона здоров'я та соціальна допомога — 33,1 %, науковці, спеціалісти, менеджери — 14,9 %, фінанси, страхування та нерухомість — 11,0 %, виробництво — 9,3 %.